# Lame perpendiculaire de l'os palatin
La lame perpendiculaire de l'os palatin est la partie verticale de l'os palatin qui s'unit à angle droit avec sa lame horizontale formant un L ouvert en dedans. 

## Description
C'est une lame osseuse mince, de forme oblongue. Elle présente deux faces et quatre bords.

### Face nasale
La face médiale ou face nasale forme la partie postérieure de la face latérale de la cavité nasale.
Dans sa partie inférieure, elle présente une dépression large et peu profonde, qui fait partie du méat nasal inférieur. Immédiatement au-dessus se trouve une crête horizontale bien marquée, la crête conchale (ou crête turbinale inférieure du palatin) qui s'articule avec le cornet nasal inférieur.
Juste au-dessus se trouve une deuxième dépression large et peu profonde, qui fait partie du méat nasal moyen. Elle est limitée au-dessus par une crête horizontale moins proéminente que l'inférieure, la crête ethmoïdale (ou crête turbinale supérieure du palatin) qui s'articule avec le cornet nasal moyen. 
Au-dessus de la crête ethmoïdale se trouve une étroite rainure horizontale, qui fait partie du méat nasal supérieur.

### Face maxillaire
La face latérale ou face prérygo-maxillaire est rugueuse et irrégulière.
Elle présente une gouttière oblique en bas et en avant formant le sillon grand palatin de l'os palatin (ou gouttière palatine postérieure de l'os palatin) qui répond à son pendant de l'os maxillaire pour former le canal grand palatin.
A l'avant une partie lisse recouvrant en partie le hiatus maxillaire pour contribuer à la partie postérieure de la paroi médiale du sinus maxillaire.
Plus en arrière et en avant de la gouttière inter-ptérygo-maxillaire la surface s'articule avec la face nasale du corps du maxillaire.
En bas et en arrière se trouve le processus pyramidal qui s'articule avec le processus ptérygoïde de l'os sphénoïde en comblant l'incisure ptérygoïdienne et participant à la formation de la fosse ptérygo-palatine.

### Bord antérieur
Le bord antérieur est fin et irrégulier.
En face de la crête conchale se trouve une lame pointue et saillante, le processus maxillaire dirigé vers l'avant qui s'articule avec le cornet nasal inférieur.

### Bord postérieur
Le bord postérieur s'articule avec l'aile médiale de l'apophyse ptérygoïde de l'os phénoïde.

### Bord supérieur
Le bord supérieur soutient le processus orbitaire à l'avant qui participe à la formation du fond de la cavité orbitaire.
En bas et en arrière se trouve le processus sphénoïdal qui s'articule avec le processus ptérygoïde de l'os sphénoïde.
Entre ces deux processus se trouve l'incisure sphéno-palatine (ou échancrure sphéno-palatine ou échancrure sphéno-palatine) qui forme le foramen sphéno-palatin par l'articulation avec l'os sphénoïde. C'est le passage de l'artère sphénopalatine, des nerfs nasaux supérieurs et du nerf naso-palatin entre la fosse ptérygo-palatine et le méat nasal supérieur.

### Bord inférieur
Le bord inférieur est fusionné avec le bord latéral de la lame horizontale de l'os palatin formant l'angle de l'os palatin.